# 東吾妻町あづまケーブルテレビ
東吾妻町あづまケーブルテレビ（ひがしあがつままちあづまケーブルテレビ）は、群馬県吾妻郡東吾妻町が運営するケーブルテレビ局である。
2006年（平成18年）に、情報格差を是正するために総務省が立案した「新世代地域ケーブルテレビ施設整備事業」の助成を受けて設立。ケーブルテレビ、インターネットのほか、告知放送、城内電話のサービスを行っている。

## サービスエリア
- 東吾妻町（旧東村地域）

## 拠点施設とその所在地
- 東吾妻町情報センター（群馬県吾妻郡東吾妻町大字奥田39-1）

## 主な放送チャンネル
チャンネル表の公表はない。